# 平和観光 (愛知県)
平和観光有限会社（へいわかんこう）は、愛知県を中心にパチンコ・スロットの店舗を展開する企業。各種広告においては店舗ブランドであるプレイランド平和の名称が使用され、地元では相応の知名度を持つ。最近ではいくつかの店舗で、新たな店舗ブランドである「Ｇ＆Ｌ」（G=GOOD、L=LUCK）が冠されている。パチンコ機器メーカーの平和とは直接の関係はない。